# Botho Brachmann
Botho Brachmann (* 29. Oktober 1930 in Berlin-Pankow) ist ein deutscher Archivar und Historiker. Er war zwanzig Jahre Professor für Archivwissenschaft an der Humboldt-Universität zu Berlin und Inhaber des einzigen Universitätslehrstuhls für diese Wissenschaft in Deutschland.

## Leben
Botho Brachmann besuchte die Grundschule und die Eosander-Oberschule in Berlin, die er 1950 mit dem Abitur abschloss. Noch im selben Jahr nahm er an der Humboldt-Universität zu Berlin (HUB) ein Studium der Geschichte, Germanistik, Pädagogik und Psychologie auf, das er 1954 mit dem Staatsexamen für das höhere Lehramt erfolgreich beendete. Im gleichen Jahr wurde er Dozent und stellvertretender Direktor am Institut für Archivwissenschaft (Potsdam). Von 1955 bis 1960 war er Direktor der Fachschule für Archivwesen in Potsdam.
1957 promovierte Botho Brachmann mit der Dissertation Russische Studenten in Berlin 1900–1914. Ein Beitrag zur russischen politischen Emigration an der Philosophischen Fakultät. Gutachter waren Eduard Winter und Karl Obermann. Von 1957 bis 1958 erwarb er als Externer am Institut für Archivwissenschaft das Staatsexamen für den höheren Archivdienst und habilitierte sich im Oktober 1962. Im September 1964 wurde er Dozent für Archivverwaltungslehre und Historische Hilfswissenschaften der Neuzeit an der HUB.
1971 wurde Botho Brachmann zum Leiter des Bereichs Archivwissenschaft der Humboldt-Universität ernannt und 1976 zum außerordentlichen und 1987 zum ordentlichen Professor für den Lehrstuhl Archivwissenschaft berufen. Hier arbeitete er unter anderem bis 1996 an der Seite von Friedrich Beck, Reiner Groß und Josef Hartmann und hatte maßgeblichen Anteil an der internationalen Anerkennung der Archivwissenschaft als einer Informationswissenschaft, die historisch orientiert ist. Botho Brachmann legte zahlreiche Publikationen zur Archivwissenschaft und Geschichte vor.

## Schriften (Auswahl)
- Botho Brachmann (Hrsg. und Mitautor): Archivwesen der Deutschen Demokratischen Republik. Theorie und Praxis. (Hochschullehrbuch) VEB Deutscher Verlag der Wissenschaften, Berlin 1984.

Ein ausführliches Schriftenverzeichnis befindet sich in Archive und Gedächtnis. Festschrift für Botho Brachmann, hrsg. von Friedrich Beck, Eckart Henning u. a. (= Potsdamer Studien, 18). Verlag für Berlin-Brandenburg, Potsdam 2005, S. 717–731, ISBN 3-86650-480-2.